# Tập thể

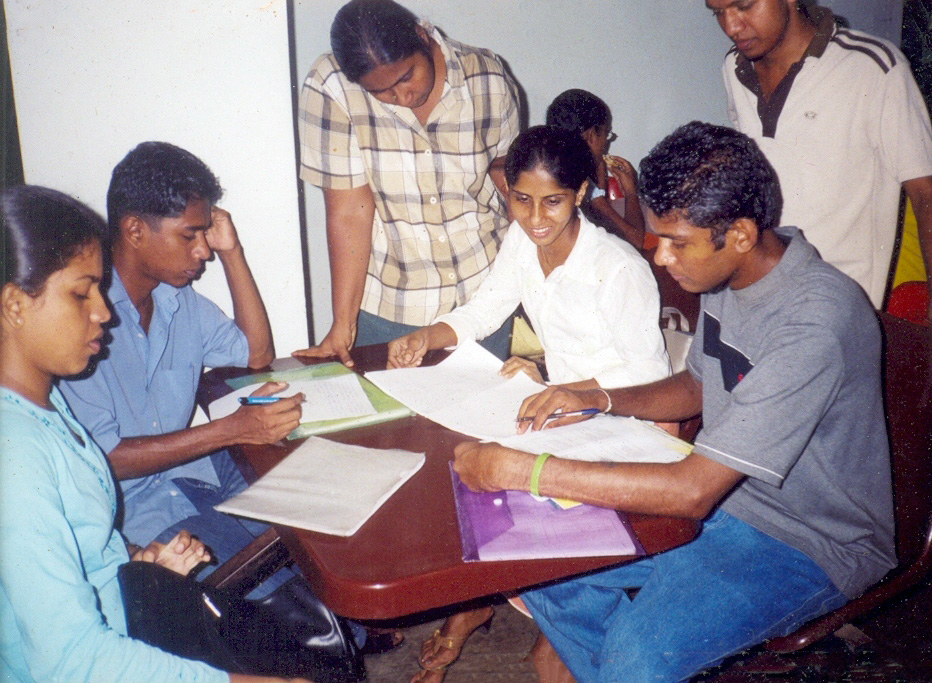
Tập thể đang làm việc

Tập thể là một nhóm các cá nhân hoặc cá thể (có thể là người hoặc không) sinh hoạt và làm việc cùng nhau để có thể đạt tới mục tiêu của mình. Tùy theo quy mô, tính chất và mục tiêu hoạt động mà tập thể còn có thể được gọi là tổ, đội, đoàn, ê-kíp (mượn từ tiếng Pháp: équipe), nhóm hoặc đội ngũ, đội nhóm, tim hoặc tem (mượn từ tiếng Anh: team).
Theo định nghĩa của GS. Leigh Thompson tại Trường Quản lý Kellogg thì "tập thể là một nhóm người phụ thuộc lẫn nhau với sự lưu tâm đến thông tin, nguồn tài nguyên, kiến thức và kỹ năng và là những người đang tìm kiếm nỗ lực phối hợp cùng nhau để đạt được mục tiêu chung".
Một đội nhóm không nhất thiết phải cấu thành nên một tập thể. Tập thể thông thường là có các thành viên với các đặc điểm tính cách cũng như kỹ năng bổ khuyết cho nhau và tạo nên sự hiệp lực thông qua nỗ lực phối hợp cho phép mỗi thành viên tối đa hóa điểm mạnh của mình và thu giảm điểm yếu của mình xuống mức thấp nhất.